# 順天堂医療短期大学
順天堂医療短期大学（じゅんてんどういりょうたんきだいがく、英語: Juntendo Medical College of Nursing）は、千葉県浦安市高洲2-2に本部を置いていた日本の私立大学である。1989年に設置され、2007年に廃止された。大学の略称は医短。

## 概要

### 大学全体
- 千葉県浦安市に所在した日本の私立短期大学で、設置主体は学校法人順天堂[注 1]
- 1989年に開学[注 2]
- 看護系1学科と専攻科2専攻からなっていた。
- 2003年度の入学生を最後に[注釈 3]、2006年に短期大学としての使命を終える[注釈 4]。

### 教育および研究
- 順天堂医療短期大学には看護学科を置き、順天堂関連の諸病院での実習も行われていた。

### 学風および特色
- 順天堂医療短期大学は1896年創立の看護婦養成所が起源となっており、養成所創立から90年の歴史を経て短期大学に昇格している。
- 元々は女子学生を対象とした短大となっていたが、2001年度より男女共学となっている。
- 医学部学生との交流も深かった。

## 沿革
- 1896年
  - 順天堂医院看護婦養成所が創設される[8]。
- 1987年
  - 7月 順天堂医療短期大学設置認可を申請[9]
- 1988年
  - 12月22日 左記を以て文部省[注 3]より短期大学の設置が認可される[注釈 5]。
- 1989年
  - 4月1日 順天堂医療短期大学が以下の学科体制にて開学[注釈 5]
    - 看護学科 入学定員100名[注 4]
- 1992年
  - 4月1日 専攻科の設置が認められ、以下の課程を設ける[注 5]。
    - 地域看護学専攻 入学定員30名
    - 助産学専攻 入学定員15名
- 2001年
  - 4月1日 男女共学となる[注 6]。
- 2003年
  - 4月1日 この年度で短期大学としての学生募集を最終とする[注釈 3]。
- 2007年
  - 6月11日 左記をもって正式に廃止となる[注釈 4]。

## 基礎データ

### 所在地
- 千葉県浦安市高洲2-2[注釈 1]

### 象徴
- 順天堂医療短期大学のカレッジマークは右記資料を参照のこと[18]。

### 年度別学生数

#### 通学課程
- 年度毎の学生数はその該当年度の5月1日時点でのデータである。なお、2000年度以降は、当該当年度以降の『全国学校総覧』において学生数の記載がないため省略した。

| -      | 入学定員 | 総定員 | 在籍者数 | 出典     |
| ------ | -------- | ------ | -------- | -------- |
| 1989年 | 50       | 100    | 女100    | [ 19 ]   |
| 1990年 | 50       | 200    | 女194    | [ 20 ]   |
| 1991年 | 50       | 300    | 女288    | [ 21 ]   |
| 1992年 | 50       | 300    | 女297    | [ 注 7 ] |
| 1993年 | 50       | 300    | 女307    | [ 24 ]   |
| 1994年 | 50       | 300    | 女309    | [ 25 ]   |
| 1995年 | 50       | 300    | 女311    | [ 26 ]   |
| 1996年 | 50       | 300    | 女307    | [ 27 ]   |
| 1997年 | 50       | 300    | 女305    | [ 28 ]   |
| 1998年 | 50       | 300    | 女302    | [ 29 ]   |
| 1999年 | 50       | 300    | 女310    | [ 30 ]   |

## 教育および研究

### 組織

#### 学科
- 看護学科 入学定員100名[注 8]

#### 専攻科
- 地域看護学専攻[注釈 6]入学定員30名[17]
- 助産学専攻[注釈 6]入学定員15名[17]

#### 別科
- なし

#### 取得資格について
受験資格
- 看護師：看護学科
- 保健師：専攻科地域看護学専攻
- 助産師：専攻科助産学専攻

### 研究
- 『順天堂医療短期大学紀要』[注釈 2]

## 学生生活

### 部活動・クラブ活動・サークル活動
- 順天堂医療短期大学で活動していたクラブ活動[35]
  - 体育系：ダンス・バドミントン・バレーボール・バスケットボール・水泳ほか
  - 文化系：ボランティア・華道・茶道・軽音楽・手話ほか

### 学園祭
- 順天堂医療短期大学の学園祭は「順華祭」と呼ばれていた[36]。

## 施設

### キャンパス
- 校舎は修道院のイメージを基本に、回廊式の校舎が中庭を取り囲んだ形となっていた[37]。

### 寮
- なし

## 対外関係

### 系列校
- 順天堂大学

## 卒業後の進路について

### 就職について
- 看護学科および専攻科ともに専門職に就く人が大半だった。就職先実績として順天堂大学医学部附属順天堂医院及び順天堂大学医学部附属浦安病院などがある。

### 編入学・進学実績
- 看護学科卒業生は、順天堂医療短期大学専攻科へ進学していた様子。

## 関連サイト
- 順天堂大学医療看護学部沿革